# Nadezjda von Meck
Nadezjda Filaretovna von Meck, född 10 februari (29 januari enl. g.s.) 1831 i Snamenskoje i guvernementet Smolensk, död 13 januari (1 januari enl. g.s.) 1894, var en rysk friherrinna, affärskvinna och mecenat. Hon fick stor betydelse för kompositören Pjotr Tjajkovskijs liv och utveckling. Hans fjärde symfoni är tillägnad henne. 
Den franske tonsättaren Claude Debussy påverkades också av sina kontakter med henne.